# Музей истории УМВД России по городу Шахты
Музей истории УМВД России по городу Шахты (Музей истории Шахтинской милиции) — музей в городе Шахты Ростовской области.
Создан 22 октября 2009 года на базе архивных фондов ГКУ Ростовской области «Центр хранения архивных документов» и документов Шахтинского краеведческого музея.

## История

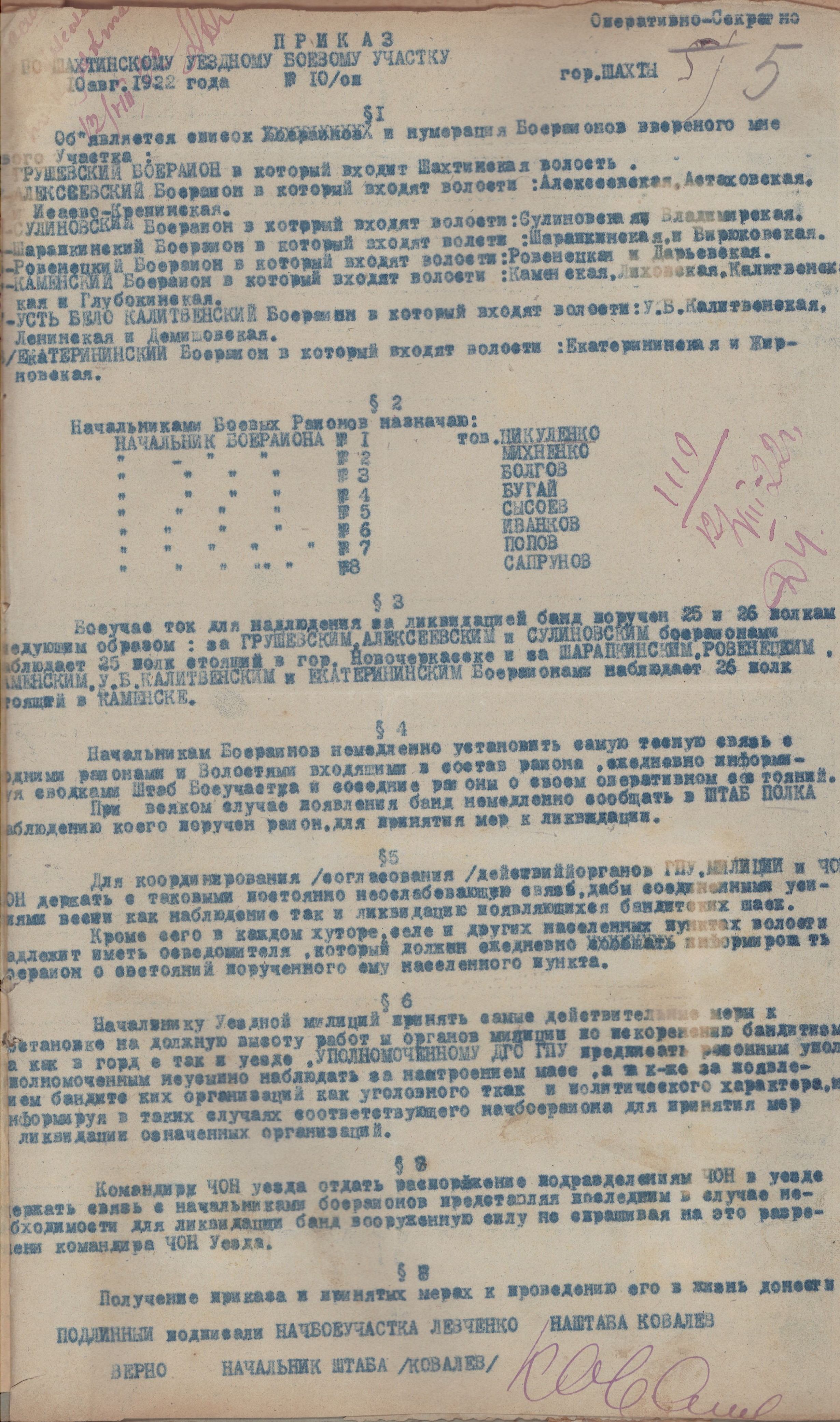
Один из приказов Шахтинского боеучастка

В январе 1920 года, когда в Советской России ещё шла Гражданская война, в городе Шахты (до 1921 года назывался Александровск-Грушевский), была установлена Советская власть. В феврале было образовано Шахтинское уездное управление рабоче-крестьянской советской милиции, миссия которой заключалась в административном надзоре и охране общественного порядка на вверенной ей территории. Также шахтинской милиции приходилось заниматься ликвидацией банд, действующих на Дону в годы войны. Первым начальником Управления уездной милиции в Шахтах был Александр Фёдорович Рожков.
Музей истории Шахтинской милиции находится в настоящее время в здании Управления МВД города (ул. Ленина, 192). В нём находится портретная галерея начальников городской милиции с начала её существования по настоящее время. Имеются тематические разделы, в числе которых «МВД Российской империи», «Награды МВД России», «Навечно в строю», «Герои нашего времени» и другие. На стендах представлено много архивных документов (среди них копия Протокола заседаний Александровск-Грушевского ревкома, районного и уездного исполкома Совета рабочих, крестьянских, красноармейских и казачьих депутатов от 08.04.1920 года, подтверждающая организацию первой уездной Александровск-Грушевской милиции); имеется витрина, посвященная генерал-лейтенанту милиции в отставке — начальнику Шахтинского УВД с 1978 по 1982 годы — Михаилу Григорьевичу Фетисову.
В музее проводятся тематические экскурсии, уроки для школьников, Дни открытых дверей и другие мероприятия. Хранителем музея является заместитель председателя Совета ветеранов МВД города Шахты, майор юстиции в отставке — Сергей Алексеевич Новиков. Также в Шахтах имеется Музей истории Шахтинского ГАИ.
Следует отметить, что Шахтинская милиция, как и вся милиция СССР, была причастна к закрытию православных храмов, в частности собора Покрова Пресвятой Богородицы и церкви Александра Невского.